# Nagios Network Analyzer
Nagios Network Analyzer — комерційне програмне забезпечення для аналізу та моніторингу мережевого трафіку від компанії Nagios Enterprises LLC.  Система підтримує збір трафіку, використовуючи протоколи NetFlow/sFlow від численних різних джерел — програмні/апаратні маршрутизатори і комутатори з підтримкою NetFlow/sFlow.
Аналізатор дозволяє виявляти характер використання смуги пропускання мережі різними застосунками, а так само аномальні мережеві активності, що виникають в результаті дії шкідливих програм або збою обладнання.  Так само Network Analyzer може здійснювати оперативне повідомлення станції моніторингу, використовуючи SNMP/SNMP trap.  Мережевий аналізатор може бути інтегрований штатним чином з системою моніторингу Nagios XI, або використовуючи механізми API з системою стороннього виробника.